# سرور رجایی
سرور رجایی (زاده ۱۳۱۱ در تهران) بازیگر سینما اهل ایران است.
وی در سریال سلطان و شبان تولیدی سال ۱۳۶۲ و پخش شده در سال ۱۳۶۳ از شبکه اول سیما در نقش مادر شیرو ایفای نقش کرده است.

## بازیگر
- از بلور خون (۱۳۷۱)
- آخرین پرواز (۱۳۶۸)
- مرگ پلنگ (۱۳۶۸)
- افسون (۱۳۶۷)
- گردو (۱۳۶۶)
- هوای تازه (۱۳۶۵)
- وکیل اول (۱۳۶۵)
- سیاه راه (۱۳۶۳)
- بند (۱۳۶۰)
- نقص فنی (۱۳۵۵)
- شوهر کرایه‌ای (۱۳۵۳)
- خوشگذران (۱۳۵۲)
- عیالوار (۱۳۵۲)
- کی دسته گل به آب داده؟ (۱۳۵۲)
- ناخدا (۱۳۵۲)
- طغرل (۱۳۵۱)
- یک اصفهانی در نیویورک (۱۳۵۱)
- مردی در قفس (۱۳۴۴)

## تلویزیون
- خانه قمرخانم (۱۳۴۸)
- هردمبیل و هردم کلنگ (۱۳۵۱)
- نوروزنامه (۱۳۶۲)
- مخمصه (۱۳۶۲)
- درخت دوستی (۱۳۶۶)
- هفت شهر عشق (۱۳۶۹)